# Mariene ecoregio Grote Australische Bocht
De Mariene ecoregio Grote Australische Bocht (208) (Engels: Great Australian Bight marine ecoregion) is een biogeografische regio en ligt in het zuidoosten van de Indische Oceaan in de Mariene provincie Zuidwestelijk Australische Plat (57) in het Marien rijk Gematigd Australazië. De mariene ecoregio is vastgesteld door het World Wide Fund for Nature en The Nature Conservancy en is vernoemd naar de Grote Australische Bocht.
In het oosten grenst het gebied aan de mariene ecoregio Zuid-Australische Golven (207) en in het westen aan de mariene ecoregio Leeuwin (209).

## Geografie
De mariene ecoregio ligt in het zuidoosten van de Indische Oceaan voor de zuidkust van Australië in de Grote Australische Bocht. Het gebied strekt zich uit van ten oosten van Cape Arid tot de kaap bij Smoky Bay (ten westen van het Eyre-schiereiland).
Door het gebied stroomt de Leeuwinstroom/Zuid-Australiëstroom.

## Biogeografie
Het gebied kent zeeleven dat houdt van gematigde temperaturen.